# Denys Bain
Denys Bain (Parijs, 2 juli 1993) is een Frans-Benins voetballer die doorgaans speelt als centrale verdediger. In juli 2025 verruilde hij CA Paris-Charenton voor Pays du Valois.

## Clubcarrière
Bain speelde in de jeugd van Châteauroux en maakte ook bij die club zijn debuut. Op 20 mei 2011 werd met 1–0 gewonnen van CS Sedan door een doelpunt van Romain Grange. Bain begon op de reservebank en hij mocht van coach Didier Tholot vier minuten voor tijd invallen voor Rudy Haddad. In het seizoen 2011/12 kwam de verdediger niet in actie, maar vanaf het jaar erna speelde hij weer mee in het eerste elftal. Bain maakte zijn eerste doelpunt op 2 augustus 2013. In het eigen Stade Gaston Petit veroverde hij een punt voor Châteauroux door een minuut voor tijd te tekenen voor de 3–3 tegen Stade Brest. Aan het einde van het seizoen 2014/15 degradeerde Châteauroux naar de Championnat National en hierop werd Bain aangetrokken door Le Havre. Bij zijn nieuwe club tekende hij voor vier seizoenen. Dit contract werd tussentijds niet meer verlengd en na het aflopen ervan stapte Bain transfervrij over naar Stade Brestois, waardoor hij in de Ligue 1 kwam te spelen. Aan het begin van het seizoen 2020/21 scheurde de verdediger zijn voorste kruisband, waardoor hij de gehele jaargang geblesseerd aan de zijlijn moest toekijken. Medio 2022 stapte Bain transfervrij over naar AJ Auxerre. Na een seizoen vertrok hij bij die club. Hierop zat hij een jaar zonder club, voor CA Paris-Charenton hem contracteerde. In juli 2025 verkaste Bain naar Pays du Valois.

## Clubstatistieken
| Seizoen | Club           | Competitie | Competitie | Competitie | Beker | Beker | Internationaal | Internationaal | Totaal | Totaal |
| Seizoen | Club           | Competitie | Wed.       | Dlp.       | Wed.  | Dlp.  | Wed.           | Dlp.           | Wed.   | Dlp.   |
| ------- | -------------- | ---------- | ---------- | ---------- | ----- | ----- | -------------- | -------------- | ------ | ------ |
| 2010/11 | Châteauroux    | Ligue 2    | 1          | 0          | 0     | 0     | —              | —              | 1      | 0      |
| 2011/12 | Châteauroux    | Ligue 2    | 0          | 0          | 0     | 0     | —              | —              | 0      | 0      |
| 2012/13 | Châteauroux    | Ligue 2    | 1          | 0          | 0     | 0     | —              | —              | 1      | 0      |
| 2013/14 | Châteauroux    | Ligue 2    | 24         | 1          | 0     | 0     | —              | —              | 24     | 1      |
| 2014/15 | Châteauroux    | Ligue 2    | 29         | 2          | 3     | 0     | —              | —              | 32     | 2      |
| 2015/16 | Châteauroux    | National   | 3          | 0          | 1     | 0     | —              | —              | 4      | 0      |
| 2015/16 | Le Havre       | Ligue 2    | 28         | 0          | 0     | 0     | —              | —              | 28     | 0      |
| 2016/17 | Le Havre       | Ligue 2    | 36         | 0          | 2     | 0     | —              | —              | 38     | 0      |
| 2017/18 | Le Havre       | Ligue 2    | 37         | 1          | 2     | 0     | —              | —              | 39     | 1      |
| 2018/19 | Le Havre       | Ligue 2    | 34         | 5          | 6     | 0     | —              | —              | 40     | 5      |
| 2019/20 | Stade Brestois | Ligue 1    | 15         | 1          | 3     | 0     | —              | —              | 18     | 1      |
| 2020/21 | Stade Brestois | Ligue 1    | 0          | 0          | 0     | 0     | —              | —              | 0      | 0      |
| 2021/22 | Stade Brestois | Ligue 1    | 2          | 0          | 0     | 0     | —              | —              | 2      | 0      |
| 2022/23 | AJ Auxerre     | Ligue 1    | 2          | 0          | 1     | 0     | —              | —              | 3      | 0      |
| Totaal  | Totaal         | Totaal     | 212        | 10         | 18    | 0     | 0              | 0              | 230    | 10     |

Bijgewerkt op 21 juli 2025.